# Hohe Matze

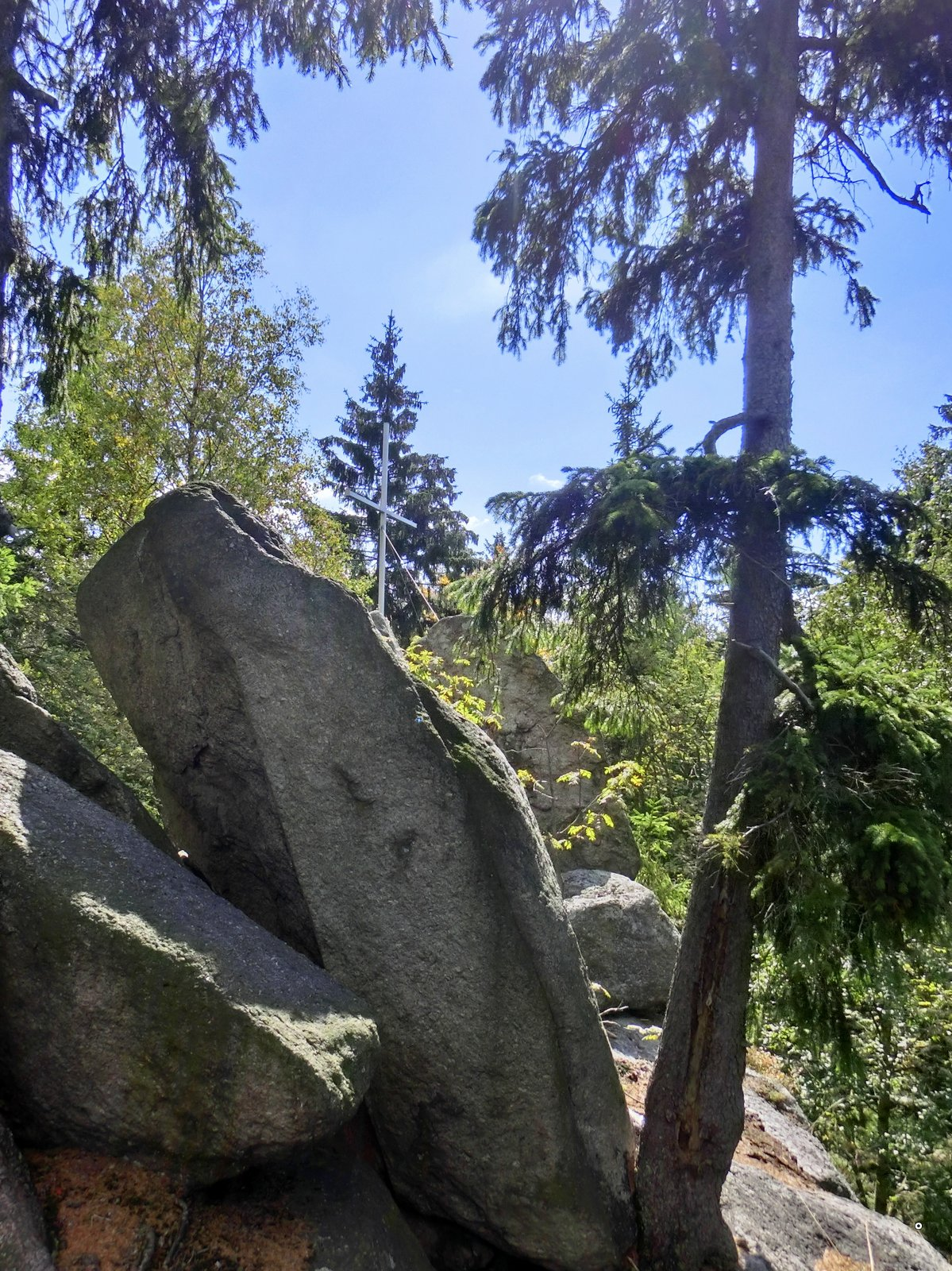
Gipfelkreuz auf der Hohen Matze

Die Hohe Matze, auch Hohe Mätze genannt, ist ein 813 m hoher Berg im südlichen Teil des Fichtelgebirges  zwischen Nagel und Tröstau. Der Gipfel besteht aus einer Aufeinandertürmung von ovalförmigen Felsen. Der Hang ist bewaldet und kann auf Wanderwegen begangen werden.
Auf der Hohen Matze soll einmal das Schloss Karlstein gestanden haben, was sich aber nicht urkundlich nachweisen lässt. Der Name, 1393 noch „mazen“, später „meze“ und „mätze“, bedeutet Weideberg. Über die Hohe Matze verlaufen die Wasserscheide zwischen Nordsee und Schwarzem Meer, der 50. Breitengrad und der Höhenweg des Fichtelgebirgsvereins.